# Рьек-сюр-Белон
Рьек-сюр-Белон (фр. Riec-sur-Bélon) — коммуна на северо-западе Франции, находится в регионе Бретань, департамент Финистер, округ Кемпер, кантон Моэлан-сюр-Мер. Расположена в 40 км к юго-востоку от Кемпера и в 80 км к западу от Ванна, в 6 км от национальной автомагистрали N165, в месте впадения рек Авен и Белон в Атлантический океан.
Население (2019) — 4 180 человек.

## История
Многие мегалитические памятники на территории коммуны свидетельствуют о пребывании в этих местах человека с периода неолита. Наиболее известным дольменом  является крытая аллея (allée couverte) Керантьек длиной около десяти метров, датируемая 3 тысячелетием до н.э. и служившая коллективным захоронением группы земледельцев или скотоводов. Его оригинальность заключается в архитектурном выборе, чтобы одна стена прохода была накрыта другой (южная стена очень наклонена), что позволяло экономить кровельные плиты. Существует только восемь образцов такого типа крытой аллеи, находящихся в департаментах Морбиан и Финистер. Эта крытая аллея считается историческим памятником с 16 декабря 1953 года.
В феодальные времена приход Рьек принадлежал сеньорам Порт-Нёв. Шато Порт-Нёв на берегу Белона являлся частью оборонительной системы, предназначенной для защиты от нападения со стороны моря, в которую также входили замки Пульген и Энан на берегу Авена.  Один из сеньоров Порт-Нёв, Тибо де Морильон, был казнен в 1343 году в Париже по приказу короля Филиппа VI. Он имел несчастье присутствовать на турнире, организованном сыном короля, герцогом Нормандским. Во время этого турнира он и другие бретонские рыцари были арестованы, а затем обезглавлены. Их единственным преступлением было то, что в начавшейся войне за бретонское наследство они поддержали Жана де Монфора, а не его противника Карла де Блуа, племянника короля, пользовавшего его поддержкой. 
В начале девятнадцатого века коммуна производила в основном гречиху и рожь; более половины ее территории занимали болота. С 1863 года жители коммуны получили право на сбор особых морских водорослей (maërl), произрастаемых в дельтах бретонских рек и богатых природными минералами.  С середины XIX века в Белоне также стали разводить устриц; эта деятельность процветала до 1922 года, когда погибло около 90% устриц. 

## Достопримечательности
- Крытая аллея Керантьек
- Церковь Святого Петра
- Шато Порт-Нёв XV века на берегу Белона
- Часовня Нотр-Дам
- Развалины галло-римской виллы в Порт-Нёв

## Экономика
Структура занятости населения:
- сельское хозяйство — 14,0 %
- промышленность — 22,7 %
- строительство — 6,0 %
- торговля, транспорт и сфера услуг — 43,5 %
- государственные и муниципальные службы — 13,8 %

Уровень безработицы (2018) — 12,8 % (Франция в целом —  13,4 %, департамент Финистер — 12,1 %). 

Среднегодовой доход на 1 человека, евро (2018) — 22 520 (Франция в целом — 21 730, департамент Финистер — 21 970).

## Демография
Динамика численности населения, чел.

## Администрация
Пост мэра Рьек-сюр-Белона с 2008 года занимает социалист Себастьян Мьосек (Sébastien Miossec). На муниципальных выборах 2020 года возглавляемый им левый список был единственным.
| Период | Период | Фамилия          | Партия                  | Примечания                                    |
| ------ | ------ | ---------------- | ----------------------- | --------------------------------------------- |
| 1965   | 1982   | Ив Луду          |                         |                                               |
| 1982   | 1995   | Франсис Марек    | Разные правые           |                                               |
| 1995   | 2001   | Жан-Ив Ле Мёр    | Разные левые            | фермер, член Генерального совета департамента |
| 2001   | 2005   | Ксавье Ле Дюран  | Разные правые           |                                               |
| 2005   | 2008   | Жан-Ив Керсюлек  | Разные левые            |                                               |
| 2008   |        | Себастьян Мьосек | Социалистическая партия | президент ассоциации коммун Кемперле          |

## Города-побратимы
- Илминстер, Великобритания

## Галерея

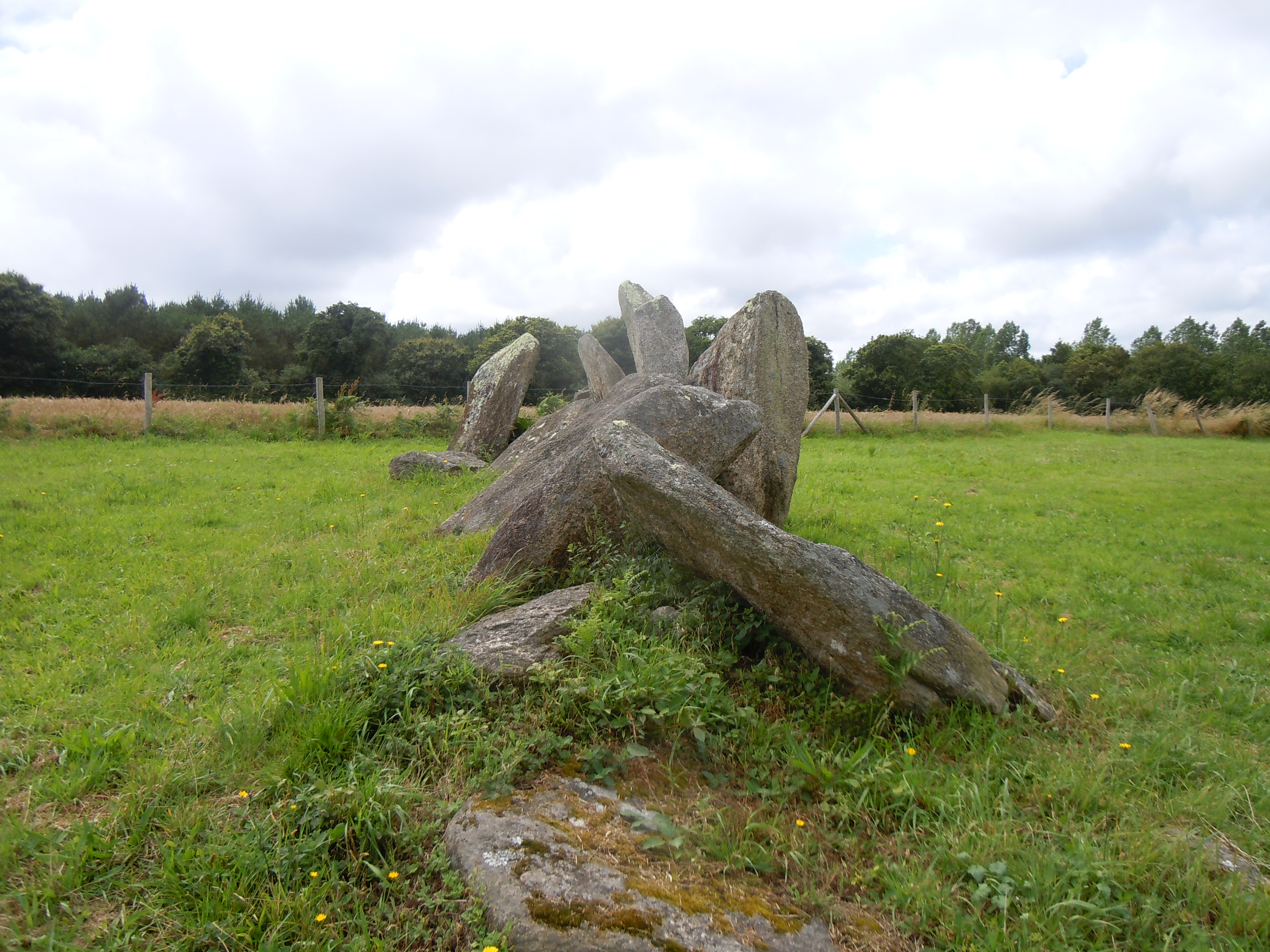
Крытая аллея Керантьек
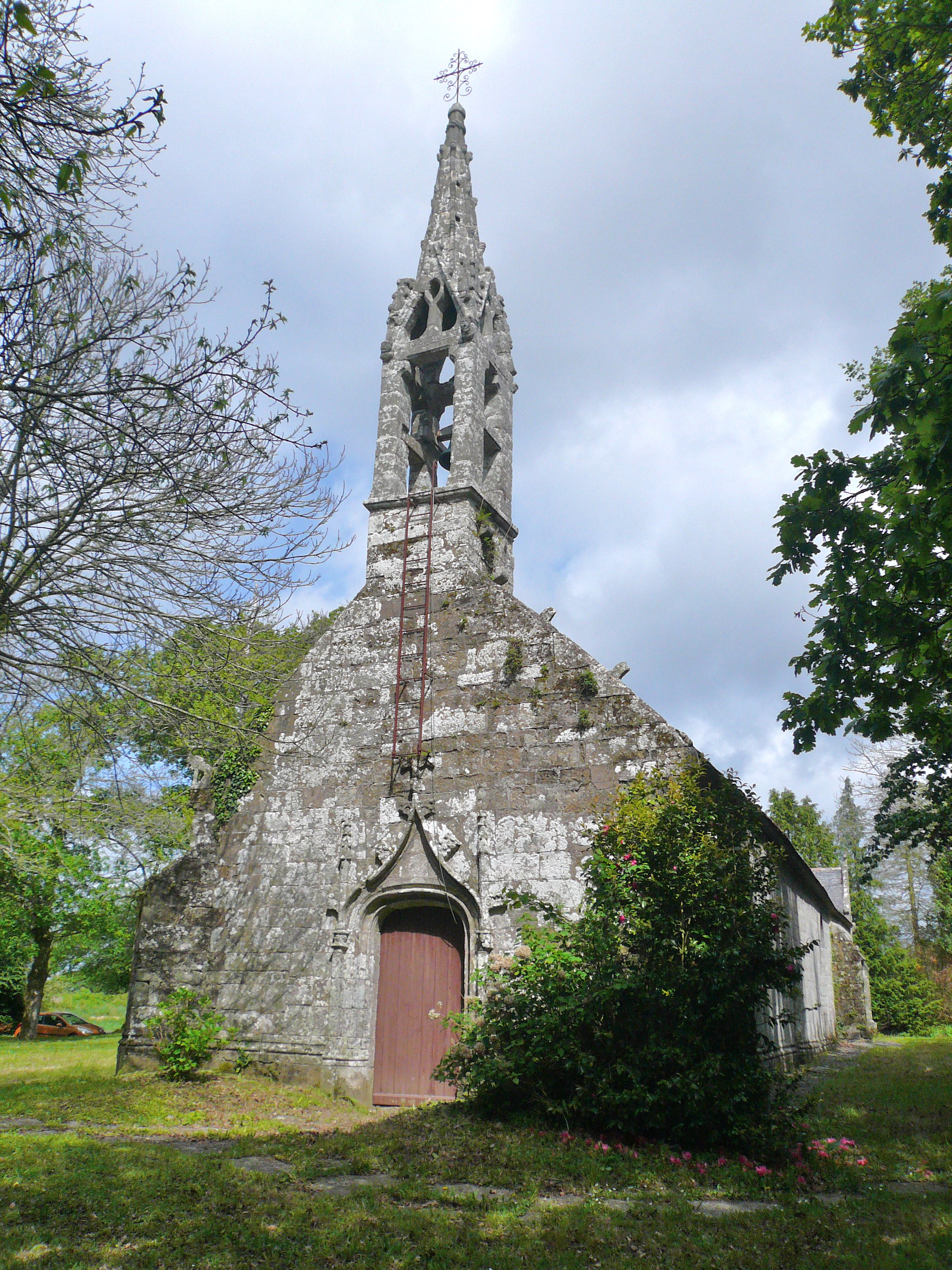
Часовня Нотр-Дам
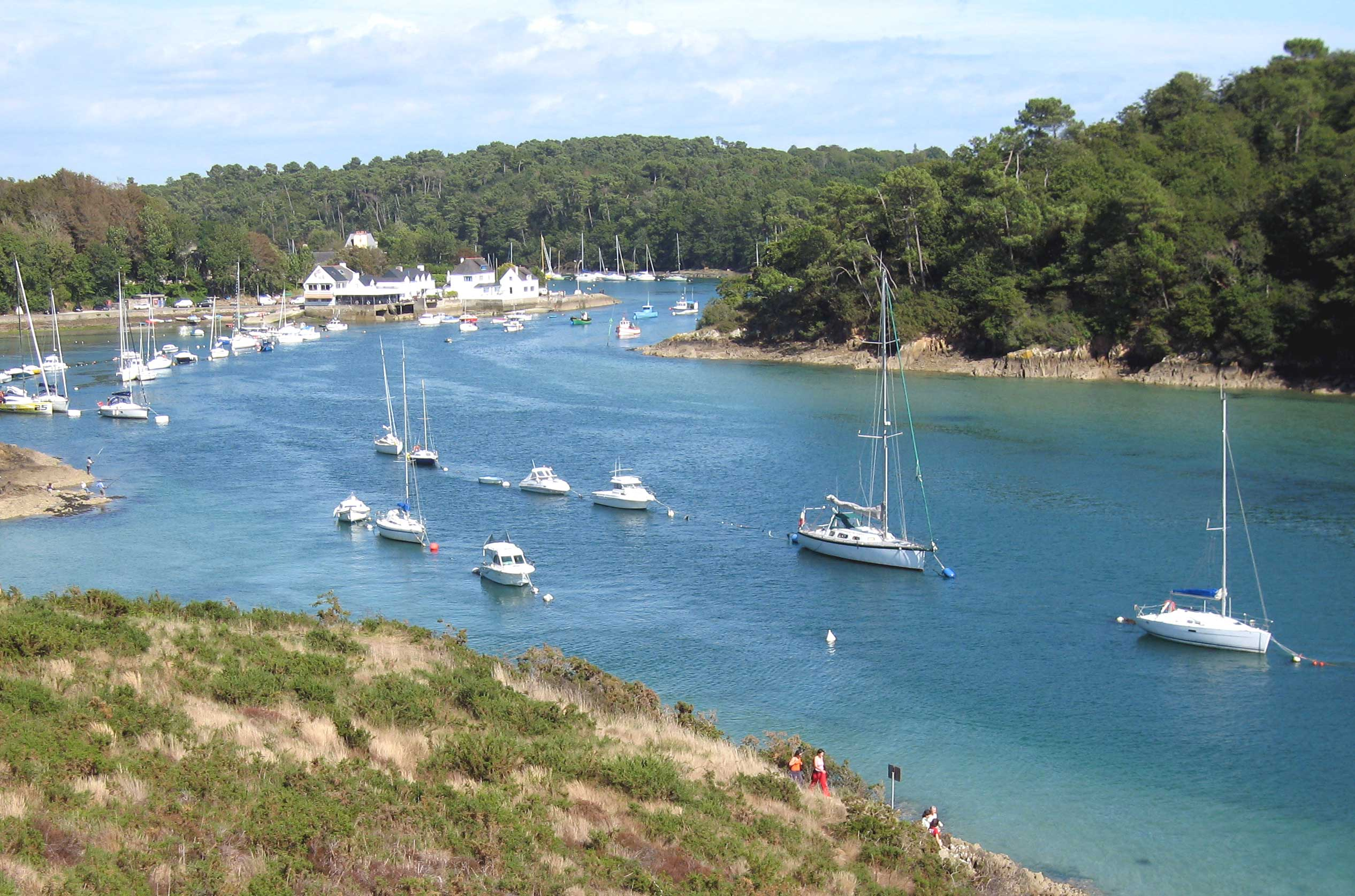
Река Белон